# Hrabstwo Delaware (Ohio)
Hrabstwo Delaware (ang. Delaware County) – hrabstwo w stanie Ohio w Stanach Zjednoczonych. Obszar całkowity hrabstwa obejmuje powierzchnię 455,97 mil² (1 180,97 km²). Według danych z 2010 r. hrabstwo miało 174 214 mieszkańców. Hrabstwo powstało 10 lutego 1808 roku, a jego nazwa pochodzi od indiańskiego plemienia Delawarów, którzy zamieszkiwali te tereny.

## Sąsiednie hrabstwa
- Hrabstwo Morrow (północ)
- Hrabstwo Knox (północny wschód)
- Hrabstwo Licking (wschód)
- Hrabstwo Franklin (południe)
- Hrabstwo Union (zachód)
- Hrabstwo Marion (północny zachód)

## Miasta
- Columbus
- Delaware
- Dublin
- Powell
- Westerville

## Wioski
- Ashley
- Galena
- Ostrander
- Shawnee Hills
- Sunbury

## CDP
- Kilbourne
- Radnor